# Колхида (яхта, 1898)
«Колхи́да» (до 1890 года - "Леди Торфрида", с 1890 до 1913 г. — «Тамара», с 1919-го — «Пернач») — парусно-моторная яхта, известная своим участием в Октябрьской революции.

## История корабля
Год постройки яхты точно не известен.
Она была приобретена великим князем Александром Михайловичем в 1890 году в Лондоне для планируемого им кругосветного плавания. Её бывший владелец жил на ней, пришвартованной к набережной Темзы в течение 15 лет. Купив яхту, князь переименовал её в честь грузинской царицы Тамары.
В 1890—1891 годах Александр вместе с братом Сергеем Михайловичем совершили на яхте плавание из Севастополя в Индийский океан до Батавии и Бомбея. Там, получив известие о  смерти матери, князья были вынуждены прервать плавание. Географ Г. И. Радде, участвовавший в путешествии, издал о нём двухтомник «23000 миль на яхте „Тамара“».
В июне 1913 года яхта  была куплена Морским ведомством, перебазирована в Севастополь и превращена в судно связи при штабе командующего Черноморским флотом. Оборудованная мощной радиостанцией, «Колхида» могла поддерживать связь с Санкт-Петербургом.
В 1916 году судно находилось в Ростове-на-Дону на продолжительном ремонте. Здесь 25 октября 1917 года радиостанция «Колхиды» приняла радиограмму крейсера «Аврора» с обращением В. И. Ленина «к гражданам России», в которой сообщалось о свержении Временного правительства и первых декретах советской власти. За это корабль стали называть «Донской Авророй».
С началом Гражданской войны после выступления Каледина «Колхида» принимает в ноябре 1917 года участие в борьбе с Белой армией на Дону, на её борту содержался пленённый генерал-майор Д. Н. Потоцкий. При отступлении черноморских моряков садится на мель в устье Дона. В мае 1918 года попадает в качестве минного заградителя в Белый флот и переименовывается в «Пернач».
В мае 1920 года «Пернач» недалеко от входа в Варненский залив налетел на затонувшее судно и вскоре затонул у мыса Кара-Бурну. Спустя три года была предпринята попытка поднять корабль со дна моря, но она не увенчалась успехом.
В 1960-е годы яхта вновь была обнаружена дайверами и с неё был поднят ряд предметов, которые сейчас экспонируются в Военно-морском музее города Варна.

## Капитаны
- 15 июня 1915 - 1916, капитан 2-го ранга Гильдебрандт, Георгий Фридрихович[3]